# Holmgrenia rubella
Holmgrenia rubella là một loài rêu trong họ Entodontaceae. Loài này được Mitt. Kindb. mô tả khoa học đầu tiên năm 1897.